# Sebastian Dadler

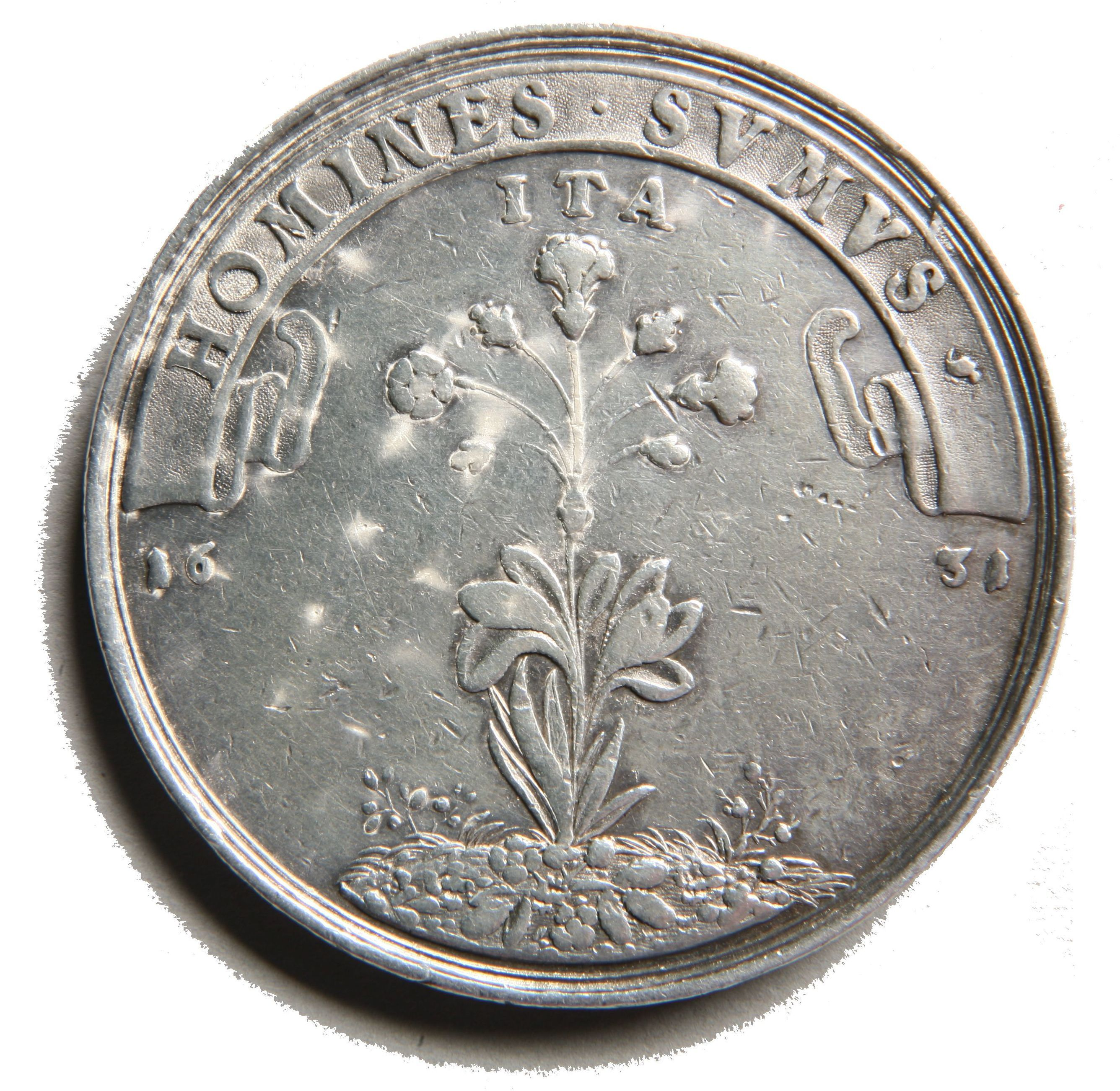
Hans Ulrich von Eggenberg érme, hátlap, 1631

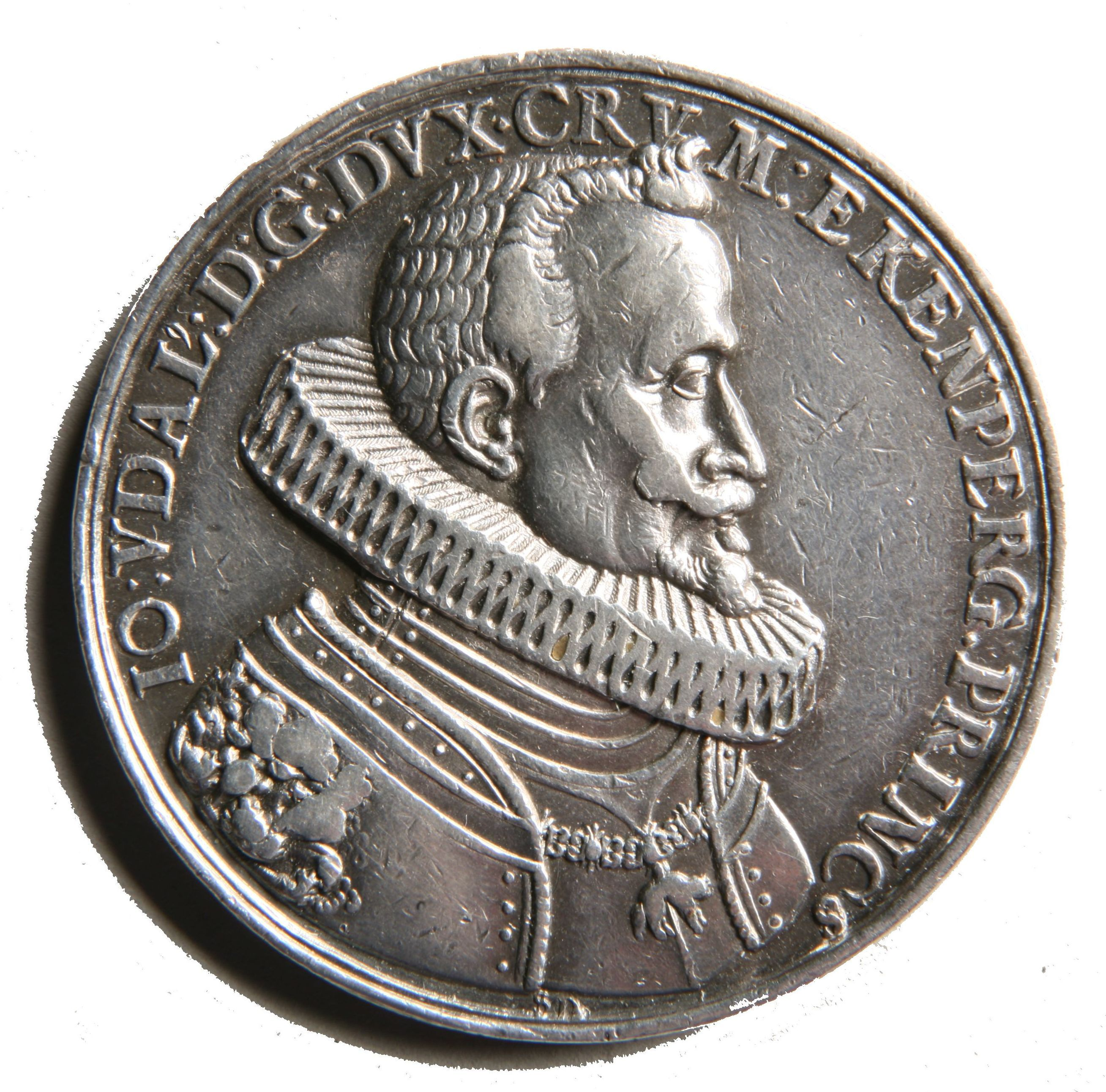
Hans Ulrich von Eggenberg érme, előlap, 1631

Sebastian Dadler (Strasbourg, 1586. március 6. – Hamburg, 1657. július 6.) német ötvös és éremművész.

## Életpályája
Mint ötvös Franciaországban tanult, majd 1610-ben Augsburgban telepedett le. 1612-ben Bécsbe költözött, ahol udvari ötvösművész lett. 1619-ben visszatért Augsburgba. 1621 körül lépett I. János György szász választófejedelem szolgálatába. 1632 körül visszatért Augsburgba, majd Hamburgban, később Danzigban (ma Gdańsk) élt. Utolsó éveit 1648-tól Hamburgban töltötte és ott is halt meg.

## Művei
Érméinek témái: uralkodók arcképei, történelmi események, allegóriák.